# Gaynor Jacobson
Gaynor Jacobson (17. května 1912 Buffalo – 6. června 1999 Sun City West, Arizona) byl činitel židovské organizace HIAS (v letech 1966–1981 i její světový ředitel), jako takový se po válce podílel na organizování návratu evropských Židů do Izraele. Působil i v Československu, kde mu byl se zařizováním migrace nápomocný Zdeněk Toman, který si za to nechával účtovat velmi vysoké částky.
Gaynor Jacobson zemřel 6. června 1999 v Sun City West v Maricopa County v Arizoně v USA ve věku 87 let.